# Carlos García Badías
Carlos García Badías (Barcellona, 29 aprile 1984) è un ex calciatore spagnolo, di ruolo difensore.

## Caratteristiche tecniche
Giocava come difensore centrale.

## Carriera
Ha giocato in massima serie con le maglie di Espanyol Barcelona e Almería.

## Palmarès

### Club
- Campionato israeliano: 3

Maccabi Haifa: 2012-2013, 2013-2014, 2014-2015
- Coppa d'Israele: 1

Maccabi Haifa: 2014-2015
- Coppa Toto: 1

Maccabi Haifa: 2014-2015

### Nazionale
- Campionato mondiale Under-16: 1

2001
- Giochi del Mediterraneo: 1

 2005